# Oskar Oberwalder
Oskar Oberwalder (geboren am 27. Mai 1883 in Krems; gestorben am 29. Dezember 1936 in Wien) war ein österreichischer Kunsthistoriker und Denkmalpfleger.

## Familie
Oskar Oberwalder war ein Sohn des Hutmachers Chrysanth Oberwalder und dessen Frau, der Modistin Katharina (geborene Kruckerer), der Tochter des Zimmermanns Josef Kruckerer und dessen Frau Catharina. Sein Großvater Chrisant Oberwalder (* 1817) besaß das „Gut Außerhirbe“ in St. Jakob im Defereggental in Osttirol und hatte 10 Kinder, von denen sein Vater das zweitjüngste Sohn war. Mehrere Familienmitglieder waren als Hausierer und Fabrikanten von Strohhüten aktiv, zu denen auch die Firma J. Oberwalder & Co. seines Onkels Jakob (1829–1912) gehörte. Oberwalder war zudem ein Neffe des Alpinisten Thomas Oberwalder (1858–1906). Sein einziger Bruder Arnold (gefallen 1915) setzte die Hutfabrikation des Vaters fort und eröffnete ein Geschäft in der Wiener Neustadt.
Oberwalder war mit Stefanie Oberwalder verheiratet und hatte zwei Töchter:
- Waltrude Oberwalder (* 30. Mai 1912), Kunsthistorikerin
- Chrysanthemis Oberwalder

## Leben
Oberwalder besuchte zunächst das Staatsgymnasium in Krems und studierte von 1904 bis 1909 Geschichte, Archäologie und Kunstgeschichte an der Universität Wien bei Max Dvořák und Franz Wickhoff. Seit 1905 gehörte er der Wiener akademischen Burschenschaft Teutonia an. Er begleitete Dvořák als dessen Assistent auf seiner ersten Wiener Universitätsreise an die Adriaküste und nach Dalmatien. Er war im XXVII. Kurs von 1907 bis 1909 außerordentliches Mitglied des Instituts für Österreichische Geschichtsforschung der Universität Wien. Neben der Kunst interessierte er sich auch für die Musik und spielte selbst Klavier. Er hatte zunächst erwogen, Musikwissenschaften zu studieren und als Pianist zu arbeiten.
In den Jahren 1910 bis 1911 hielt er sich als Stipendiat am österreichischen Historischen Institut in Rom auf, dessen Mitglied er wurde. Er schloss 1911 sein Studium als Dr. phil. ab und arbeitete ab 1910 beim Wiener Staatsdenkmalamt (früher k. u. k. Zentralkommission für Erforschung und Erhaltung der Kunst- und historischen Denkmale). Im Jahr 1913 wurde Oberwalder erster Landeskonservator in Linz. Er wurde Mitglied in den wichtigsten kulturellen Vereinigungen des Landes, war Sekretär der k. k. Zentralkommission für Denkmalpflege und wurde 1914 in den Verwaltungsrat des Museums Francisco Carolinum gewählt. Er war für den Aufbau des Landeskonservatorats in Linz verantwortlich und legte unterschiedliche Sammlungen, wie eine Fotokartei an.
Während des Ersten Weltkriegs diente er als Offizier im Infanterieregiment Nr. 14 „Schwarze Hessen“. Durch eine Erkrankung, die ihn für den Frontdienst untauglich machte, wurde er im besetzten italienischen Gebiet der Abteilung „Kriegsmetallsammlung“ zugeteilt und war mit dem Schutz der dortigen vor dem Einschmelzen geretteten Kunstschätze beschäftigt. Nach dem Ende des Krieges kehrte er nach Linz zurück.
Im Jahr 1927 erfolgte seine Berufung als Regierungsrat an das Bundesdenkmalamt nach Wien. Hier leitete er die notwendige Begasung der Pfarrkirche Kefermarkt zum Schutz des Kiefermarkter Altars vor dem weiteren Verfall durch Holzwürmer. Seit 1931 war Oberwalder leitender Kunsthistoriker in der Zentralstelle des Bundesdenkmalamtes und wurde zuletzt noch zum Hofrat ernannt. Oberwalder verfasste als Mitarbeiter des 6. Bandes des Allgemeinen Lexikons der Bildenden Künstler von der Antike bis zur Gegenwart auch einige Beiträge zu österreichischen Künstlern. Vor seinem Tod hatte er seit seiner Studienzeit Material für einen Katalog zu den Werken des unter dem Namen „Kremser Schmidt“ bekannten Barockmalers gesammelt, hatte diesen jedoch nie fertigstellen können, da dem Künstler mehr als 2000 Bilder zugeschrieben wurden. Oberwalder hielt auch Vorträge und verfasste zahlreiche Restaurierungsberichte und Kritiken.
Oberwalder wurde am 2. Januar 1937 auf dem Wiener Zentralfriedhof im Familiengrab beigesetzt.

## Schriften (Auswahl)
- P. Koloman Fellner. Ein Künstlerleben. 1750–1818. 1911 (Dissertation, Universität Wien).
- mit Josef Kallbrunner: Dürnstein an der Donau. Oesterreicher, Krems aan der Donau 1910.
- Altes Zinn. In: Heimatgaue. 1. Jahrgang, Heft 5/6, 1919/1920, S. 247–261 (steyr.dahoam.net, im Auszug S. 1–14).
- mit Franz Ludwig: Bilder aus Alt-Linz. Fidelis Steurer, Linz 1920.
- mit Ernst Fürböck: Die schöne Donaustadt Linz. Fidelis Steurer, Linz 1924.
- Die Landeshauptstadt Linz (= Oberösterreichs Städte, Märkte und Kurorte = Wegweiser für Einheimische und Fremde. Nr. 1). R. Pirngruber, Linz 1924.
- Die Stadt Eserding. (= Oberösterreichs Städte, Märkte u. Kurorte = Wegweiser für Einheimische und Fremde. Nr. 2). R. Pirngruber, Linz 1925.
- Die Vergasung der Pfarrkirche in Kefermarkt und ihres gotischen Schnitzaltars. Frühere Sicherungsarbeiten am Altare und Durchführung der Vergasung (= Sonderbeilage des Bundesdenkmalamtes in Wien). Anton Schroll, Wien 1930, S. 1–22 (digi.landesbibliothek.at).
- Der Maler-Radierer Walter Prinzl. In: Österreichische Kunst. 2. Jahrgang, Heft 11/12, 1931, S. 15–19.